# زبان‌های ویتی
Holy VT
Holy 

یا حق 